# Heliophanus termitophagus
Heliophanus termitophagus là một loài nhện trong họ Salticidae.
Loài này thuộc chi Heliophanus. Heliophanus termitophagus được Wanda Wesołowska & Haddad miêu tả năm 2002.